# Okręg wyborczy Montrose Burghs
Okręg wyborczy Montrose Burghs powstał w 1832 r. i wysyłał do brytyjskiej Izby Gmin jednego deputowanego. Okręg obejmował miasta Montrose, Arbroath, Brechin, Forfar oraz Inverbervie. Okręg został zlikwidowany w 1950 r.

## Deputowani do brytyjskiej Izby Gmin z okręgu Montrose Burghs
- 1832–1835: Horatio Ross
- 1835–1842: Patrick Chalmers
- 1842–1855: Joseph Hume
- 1855–1885: William Edward Baxter, Partia Liberalna
- 1885–1896: John Shiress Will, Partia Liberalna
- 1896–1908: John Morley, Partia Liberalna
- 1908–1918: Robert Harcourt, Partia Liberalna
- 1918–1924: John Sturrock, Partia Liberalna
- 1924–1932: Robert Hutchison, Partia Liberalna
- 1932–1940: Charles Kerr, Narodowa Partia Liberalna
- 1940–1950: John Maclay, Narodowa Partia Liberalna